# Elstertal (Mühlental)
Elstertal (auch Elsterthal) ist eine Streusiedlung in der Gemeinde Mühlental und war zuvor Teil der Gemeinde Unterwürschnitz.
Elstertal ist im Tal der Weißen Elster und südlich von Unterwürschnitz auf etwa 435 m gelegen. Südlich liegt Rebersreuth, westlich Hundsgrün, nordöstlich Marieney. 1880 hatte der Gasthof Elsterthal und die Elsterthalmühle je ein Haus mit 5 bzw. 10 Einwohnern. Elstertal liegt in der Gemarkung Unterwürschnitz und wird von der B 92 durchschnitten.

## Belege
1. ↑  Saxony (Kingdom) Statistisches Landesamt: Alphabetisches Verzeichniss der im Königreiche Sachsen belegenen Stadt- und Landgemeinden: mit den zubehörigen, besonders benannten Wohnplätzen … : nebst alphabetischem Register. C. Heinrich, 1884 (google.de [abgerufen am 19. Februar 2023]).
2. ↑  Elstertal – HOV | ISGV. Abgerufen am 19. Februar 2023.
3. ↑  Elstertal – Gemeinde Mühlental. Abgerufen am 18. Dezember 2023 (deutsch).